# South Colby (Washington)
South Colby es un área no incorporada ubicada en el condado de Kitsap en el estado estadounidense de Washington. Se encuentra en el puerto de Yukón, no lejos de Southworth Ferry Dock. A partir de ahí, un transbordador está disponible para Fauntleroy en el oeste de Seattle, barrio de Seattle

## Geografía
South Colby se encuentra ubicado en las coordenadas 47°31′19″N 122°32′14″O / 47.52194, -122.53722.